# Rafał Walentowicz
Rafał Walentowicz (ur. 1962) – polski aktor teatralny, filmowy i dubbingowy, lektor.
Jest aktorem Teatru Polskiego w Warszawie. W 1988 roku ukończył studia na PWST w Warszawie.
Był lektorem siedmiu pierwszych sezonów kanadyjskiego serialu komediowego Chłopaki z baraków.

## Filmografia
- 2021: Mój dług – Młotek
- 2020: Archiwista – Michał Jaks, właściciel restauracji "Czarny koń" (odc. 9)
- 2016: Bodo – Silber (odc. 3)
- 2015: Ojciec Mateusz – Albin Sikora, dyrektor szkoły (odc. 178)
- 2012: Na dobre i na złe – Michalski (odc. 506)
- 2010: Operacja Reszka – Tajniak francuski
- 2006: Szatan z siódmej klasy – Kamil de Berier
- 2005: Kryminalni, odc. 25 „Łowcy dusz” – Filip Grzywacz – „Apostoł”, członek sekty „Eden”
- 2003: Zmruż oczy – Fryzjer
- 2002: Chopin. Pragnienie miłości
- 2002: Wiedźmin, odc. 1, 2 i 13
- 2001: Quo vadis – Sportus, sługa Nerona
- 2000: 13 posterunek 2
- 2000: Anna Karenina – Lokaj Wrońskiego
- 1999: Sto minut wakacji (serial) – Marek, operator filmu „Monstrum”
- 1999: Sto minut wakacji – Marek, operator filmu „Monstrum”
- 1997: Bandyta
- 1997: Brat naszego Boga – Żebrak
- 1997–2009: Złotopolscy – Rafał, pracownik „Planety K” (1999–2002)
- 1996: Ekstradycja 2 – Oficer UOP (niewymieniony w czołówce)
- 1995: Pułkownik Kwiatkowski – Wartownik w łódzkim UB
- 1995: Cwał – Cygan sprzedający klacz
- 1995: Les Milles – Franck Wolf
- 1995: Cyrkowa pułapka
- 1993: Samowolka – Dowódca I plutonu
- 1992: Sprawa kobiet – Insp. Illesca, przyjmujący zeznanie Sylvie
- 1990: Korczak
- 1988: Mistrz i Małgorzata – jako tajniak (odc. 2, 3, 4)
- 1986: Maskarada

## Polski dubbing
- 2006: Codzienne przypadki wesołej gromadki
- 2005: Jan Paweł II: Nie lękajcie się – Profesor Crucitti
- 2005: Fifi – Żądełko
- 2004–2006: Liga Sprawiedliwych Bez Granic – Dr Fatum (odc. 7, 11)
- 2004: Niezwykłe ranki Marcina Ranka
- 2003: Opowieść o Zbawicielu – Święty Filip
- 2003: Legenda Nezha
- 2002: Słoń Benjamin
- 2001–2004: Krówka Mu Mu
- 2001: Rodzina Rabatków – Bodzio
- 1998: Srebrny Surfer – Wieczność
- 1992–1995: Tajna misja – Policjant
- 1991–1993: Powrót do przyszłości
- 1991: Ali Baba
- 1990: Bouli
- 1988–1994: Garfield i przyjaciele – Miś Billy (odc. 45a, 46a)
- 1980: Mały rycerz El Cid
- 1978: Władca Pierścieni – Gríma „Gadzi Język”
- 1976–1978: Scooby Doo